# Етнічна адаптація
Етнічна адаптація — пристосування людини або групи людей до нового етнічного середовища, а частково і пристосування до них цього середовища з метою співіснування та взаємодії.
Спершу поняття «адаптація» виникло в біології; в суспільні науки перенесено представниками органічної школи, які зводили суспільні явища до біологічних. За своєю сутністю процес адаптації тісно пов'язаний з процесом соціалізації, інтеріоризації норм та цінностей нового соціального середовища, способів предметної діяльності, а також форм соціальної взаємодії, що склалися в ньому.

## Етапи
Процес адаптації індивіда за критерієм домінуючої форми адаптивної діяльності можна умовно розділити на три етапи:
1. орієнтаційний етап, спрямований на ознайомлення адаптантів із соціальним середовищем;
2. оцінний етап, на якому відбувається диференціація соціального досвіду та способу життя на взаємоприйнятний та взаємовідхилений відбір можливих у нових умовах форм та способів діяльності згідно з установками та ціннісними орієнтаціями, що раніше склалися у адаптанта;
3. етап сумісності, на якому суб'єкт досягає стану адаптованості.

## Види
Індикатором адаптації (як стадії процесу) вважається соціальний статус індивіда в новому середовищі, а також його психологічна задоволеність цим середовищем у цілому або його важливими елементами. Адаптація (як процес і як стадія) може вивчатися на рівні соціальної групи, яка розглядається як єдиний та цілісний суб'єкт адаптації. Незалежно від рівня (особа чи соціальна група), можливості та характер адаптативного процесу детермінуються факторами суб'єктивного (пов'язаного з характеристиками адаптанта) та об'єктивного (пов'язаного з характеристиками соціального середовища) порядків.
Специфічні риси адаптації визначаються змістовною наповненістю адаптаційного процесу. Так, на адаптацію мігрантів у новому середовищі (іммігрантів у країні поселення) значною мірою впливають етнічні характеристики як цього середовища, так і самих адаптантів. Адаптація в іноетнічному середовищі охоплює соціальну, культурну та психологічну сферу взаємодії. Тому виділяють три основних типи адаптації:
1. соціальна, підставою якої є відмінності у соціальній структурі країни виїзду та країни поселення;
2. культурна, пов'язана з етнокультурними відмінностями;
3. психологічна, причиною якої є диференціація осіб, соціальних спільностей за інтересами, соціально-психологічними установками, ціннісними орієнтаціями та т. ін.

Об'єктивно адаптація в іноетнічному середовищі детермінується:
1. соціальними, політичними, етнокультурними умовами існування іммігрантів в країні поселення;
2. етнокультурними та етнопсихологічними особливостями країни виїзду і країни поселення;
3. особливостями етнонаціональної ситуації та станом міжетнічних відносин у країні поселення;
4. соціальним та професійно-кваліфікаційним складом іммігрантів (об'єктивна характеристика суб'єкта адаптації);
5. політикою уряду щодо вихідців з інших країн;
6. наявністю та діяльністю громадських (етнічних) організацій (суб'єктивний характер останніх не пов'язаний з діяльністю суб'єкта адаптації).

Суб'єктивними детермінантами процесу адаптації можна вважати:
1. психологічні установки іммігрантів на адаптацію;
2. особливості соціального сприйняття в процесі міжетнічної взаємодії;
3. систему стереотипів та автостереотипів, які склалися.

Загальні проблеми адаптації висвітлюються в працях Ж. Піаже, Р. Мертона, а адаптації — в роботі В. Томаса та Ф. Знанецького «Польський селянин у Європі та Америці». У вітчизняній науковій літературі вивчення процесу адаптації має здебільшого вузькоприкладний характер. На жаль, ґрунтовні теоретико-методологічні праці практично відсутні.